# 양포도서관
양포도서관은 경상북도 구미시에 있는 공립 도서관이다.

## 연혁
- 2020년 7월 1일 개관